# Adoceta ignita
Adoceta ignita är en skalbaggsart som beskrevs av Green 1950. Adoceta ignita ingår i släktet Adoceta och familjen rödvingebaggar. Inga underarter finns listade i Catalogue of Life.